# サッポロクラシック
サッポロクラシックは、サッポロビールが製造・販売しているビールである。

## 概要
北海道地区限定で販売されている麦芽100%のビールで、北海道工場（北海道恵庭市）で生産されている。1980年代に一村一品運動が北海道を含めた全国でブームとなる中で北海道知事から「サッポロビールには一道一品として頑張って欲しい」との要望が寄せられたこともあり地域限定の商品開発を行うこととなり、1985年に創業110周年を記念し発売。「北海道の顧客にスタンダードビールと同価格で良質な物を味わっていただきたい」との思いから麦芽100%ながら主力商品「サッポロ黒ラベル」等のスタンダード製品と同等の価格帯で販売し、北海道の食や気候に合わせた爽快な味わいとしている。
当初は地味な存在であったが、年々人気を高め、2001年から2016年まで16年連続売上アップ（前年比100%超）を達成し、北海道以外の地域でも名の知れているブランドである。そのため、日本各地のデパートやスーパーでも北海道物産展等のイベントで販売されることが多く、また、インターネット通販等で取り扱っている店舗も多くあり、道外でも比較的容易に入手することができる。

## 製法
高温短時間仕込による｢ホッホクルツ製法｣を採用している。これはドイツ語で｢ホッホ(高温)｣、｢クルツ(短い)｣という意味で、ドイツ古来の醸造法のひとつであり、短い時間で高温処理し、麦芽本来の旨みを活かしたのが特徴である。ホップは｢ファインアロマホップ｣を100%使用している。

## 歴史
- 1985年に発売を開始[1]。地域限定ビールの先駆けとなった。当初の缶デザインは札幌第二工場（現・サッポロビール博物館）をあしらい[1]、開拓使の旗の紺・サッポロビールの白と金の配色とした[2]。
- 1988年 - パッケージを五芒星と麦をモチーフとしたデザインに変更[4]。
- 1996年 - パッケージの基調色を青とし「CLASSIC」のロゴデザインを縦長の字体とした現在のスタイルに変更[5]、本格感やメジャー感を高めるものとした[6]。
- 2008年には、富良野産ホップを使用した｢サッポロクラシック 富良野VINTAGE｣を発売。以後、毎年秋期の数量限定品としてその年に収穫された富良野産ホップを使用したものが販売されている。
- 2016年
  - 2月19日 - 「サッポロクラシック できたて出荷」を北海道で限定販売。第1回発売日。[7]この商品は、北海道工場にて製造後3日以内に出荷するもの。
  - 3月29日 - 「サッポロクラシック 春の薫り」を北海道限定で販売。[8]北海道産ホップ「ふらのほのか」を使用し、フレーバーホップによる柑橘類を思わせる香りと爽やかな味わいが特長のビール。デザインは、クラシックのロゴなどにピンク色を配している。
  - 4月22日 - 「サッポロクラシック できたて出荷」の第2回発売日。
- 2017年
  - 3月21日 - 「サッポロクラシック 春の薫り」が2016年に好評を得たため、2017年も北海道限定で販売。[9]デザインは、春の新緑を感じさせる鮮やかなグリーンをベースカラーに、ホップのイラストをあしっている。

## 原材料
- 麦芽
- ホップ

## 栄養成分（100 mLあたり）
- エネルギー:40 kcal
- タンパク質：0.3 - 0.6 g
- 脂質:0 g
- 糖質:2.9 g
- 食物繊維:0.1 - 0.2 g
- ナトリウム：0 mg

## その他
- 道内の飲食店では約190軒(樽生)で提供している。また、道内のほとんどのスーパー、コンビニエンスストアで販売されている。
- 商品のラインナップは樽生、大ビン(633ml)、中ビン(500ml)、缶(500ml)、缶(350ml)。道外での物産展などで販売されるのは缶であり、瓶、樽生は販売されていない。

## CMキャラクター
- 古谷一行（1994年）[10]
- 森本レオ（1995年、限定全国発売時[11]。ナレーションも兼任）
- 鶴久政治（1996年）[6]
- 中嶋朋子（1996年）[6]
- 日高晤郎（1996年[6]-1998年[12]）
- 純名里沙（1998年[12]）
- 岡田武史（2000年）
- 大泉洋（2000年-2005年）
- YASU（2005年）
- タカアンドトシ（2008年[13] - 2013年、2025年2月[14] - 現在）
- 松岡昌宏（TOKIOメンバー、2014年 - 2023年） - 諸事情により降板。
- オクラホマ（2017年 - 2025年1月）
- 佐藤栞里（さとうしおり、2024年 - 2025年1月） - TOKIO松岡より引き継ぎ。
- 羽柴なつみ（夏季限定「サッポロ クラシック 夏の爽快」BBQ編 2025年6月3日 - ）